# Samoana magdalinae
Samoana magdalinae es una especie de molusco gasterópodo de la familia Partulidae en el orden de los Stylommatophora.

## Distribución geográfica
Es endémica de las islas Marquesas, en la Polinesia Francesa.